# Joaquín Bosque Maurel
Joaquín Bosque Maurel (Zaragoza, 1 de febrero de 1924 – Madrid, 24 de marzo de 2015) fue un geógrafo, profesor de Geografía y secretario general de la Real Sociedad Geográfica (1983–2015).

## Biografía
Realizó sus estudios universitarios en la Facultad de Filosofía y Letras de la Universidad de Zaragoza entre 1941 y 1945. Acabados sus estudios en esa universidad obtuvo una plaza de catedrático numerario de Geografía económica de las Escuelas Profesionales de Comercio, primero en Cartagena (1945-1948) y posteriormente en Granada (1948-1965). Entre 1976 y 1989 ocupó la cátedra de Geografía Humana de la Universidad Complutense de Madrid. Una parte esencial de su formación fue la realización de su tesis doctoral: Geografía urbana de Granada, llevada a cabo durante los años 50 bajo la dirección del profesor José Manuel Casas Torres. Importante y original trabajo de Geografía urbana, la tesis describe la evolución histórica y la organización espacial de la ciudad de Granada, de gran atractivo intrínseco y que le produjo una gran impresión cuando llegó a residir a ella.

## Docencia universitaria
Empezó impartiendo clases de Geografía económica en las Escuelas de Comercio, centros ahora desaparecidos pero que, en alguna medida, son el antecedente de las actuales Facultades de Económicas y Ciencias Empresariales. Ya en Granada, fue nombrado profesor ayudante de la Facultad de Filosofía y Letras de la Universidad, primero en la cátedra de Historia de la Cultura (1948-1952) y posteriormente en la de Geografía (1955-1957). Completada su tesis doctoral, pasó a ser profesor adjunto de Geografía y Etnología (1957- 1965). En 1965 obtuvo la oposición de catedrático numerario de Geografía, situación en la que permaneció hasta que, en 1976, pasó a ocupar la cátedra de Geografía humana que, por jubilación, dejó vacante el profesor Manuel de Terán en la Universidad Complutense de Madrid. Desde ese momento hasta su jubilación, en 1989, ejerció de profesor en esta universidad, de la que fue nombrado profesor emérito. Como docente, impartió numerosas asignaturas de Geografía general (por ejemplo, la Geografía de España del antiguo plan de estudios de Filosofía y Letras), de Geografía humana, Geografía urbana y Geografía económica, así como cursos de doctorado. También, fue profesor invitado en las más diversas universidades españolas y extranjeras, como por ejemplo: la City University of New York, la Facultad de Geografía de la Universidad de Guadalajara (México), el Departamento de Geografía de la Universidad de São Paulo (Brasil), el Departamentos de Arquitectura y Geografía de la Universidad del Bío-Bío (Chile), la Universidad de Puerto Rico, la Universidad Interamericana de Puerto Rico, la Universidad de Padua, la Facultad de Arquitectura y Diseño en la Pontificia Universidad Javeriana (Santafé, Bogotá) y la Universidad Veracruzana (México).

## Investigación
Diferentes líneas de investigación ocuparon la actividad de Joaquín Bosque Maurel. En primer lugar, los estudios urbanos, a los que dedicó su tesis doctoral y que continuó de diversas maneras. En segundo lugar, lo que podemos denominar los análisis de regiones y comarcas, en la línea de la Geografía regional clásica surgida en Francia bajo los auspicios de Paul Vidal de la Blache. También dedicó su atención al análisis de la historia de la Geografía, especialmente la española. Esta actividad investigadora se plasma en la dirección de 29 tesis doctorales de temática diversa: los problemas urbanos de ciudades como Jaén, Málaga, Granada, Madrid o Tres Cantos (Madrid); el estudio de regiones y comarcas andaluzas (11 tesis), esenciales para la creación del departamento de Geografía de Granada: desde el Valle de Lecrín, el Marquesado del Zenete y la Alhama (Granada) al Campo de Calatrava (Ciudad Real), pasando por el Almanzora y el Andarax (Almería), o el Campo de Gibraltar (Cádiz); la Geografía Física: el clima del Guadalquivir y el relieve cárstico; los problemas demográficos de ciudades andaluzas, el diseño y la cartografía por ordenador y el estudio de la delincuencia desde un punto de vista geográfico. En su haber la dirección de más de cuarenta "tesinas”, antiguas memorias de licenciatura.
En cuanto a su dirección y participación en proyectos de investigación subvencionados, algunos fueron concedidos por el Ministerio de Educación: Precio del suelo y estructura urbana en la ciudad de Madrid, de la Comisión Asesora de Investigación científico y técnica (1984-86), y Geografía urbana de Granada, de la Dirección General de Investigación Científica y Técnica (1986-89).

## Publicaciones más importantes

### Libros
Autor de más de 30 libros, destacan en su bibliografía diversos volúmenes de Geografía económica y Geografía general, manuales para los estudiantes de las Escuelas de Comercio (varios de ellos elaborados en colaboración con el historiador Jaime Vicens Vives), y obras tan innovadoras como la Geografía urbana de Granada (primera edición en 1962, facsímil en 1988 con introducción de Horacio Capel) y El atlas social de la ciudad de Granada. Respecto a los estudios regionales, lo más significativo son sus libros sobre aspectos varios de la provincia de Granada, en especial las dos ediciones del libro Granada, la tierra y sus hombres (1971, 1992, esta última en colaboración con la profesora Amparo Ferrer) y los dedicados a aspectos de la Geografía agraria y humana de Andalucía. Se suman a esta lista un texto el libro Geografía española: Geografía y geógrafos en la España contemporánea, una quincena de obras coordinadas o dirigidas, como las aportaciones españolas a los Congreso de la Unión Geográfica Internacional en 1992 y 1996, la Geografía de España publicada por Planeta (codirigida con el profesor Joan Vilá Valentí) y un par de obras colectivas dedicadas al profesor Manuel de Terán.
Entre sus últimos trabajos destacan dos libros dedicados al patrimonio y la historia de Granada, La creación del patrimonio cultural de la ciudad de Granada, publicado por la Universidad de Granada, y Granada. Historia y cultura, publicado por Diputación Provincial de Granada, ambos de 2011, así como una reflexión sobre los cambios producidos en España en los últimos años: España en el tercer milenio. Una imagen geográfica de una sociedad moderna en cambio, publicado por Universidad de Granada en 2012.

### Artículos científicos
Un total de 80 trabajos publicados en prestigiosas revistas españolas o extranjeras:  Boletín de la Real Sociedad Geográfica, Estudios Geográficos, Cuadernos Geográficos de la Universidad de Granada, Anales de Geografía de la Universidad Complutense, Geographica, Revista Catalana de Geografía, Mediterranée, Iberian Studies, Political Geography, Información comercial española, Agricultura y sociedad, Ciudad y Territorio Archivado el 30 de abril de 2016 en Wayback Machine..

### Otras publicaciones
Más de 60 capítulos de libros, desde capítulos de la Geografía universal, hasta otros referidos a la Geografía de España, a los que hay que sumar numerosas aportaciones publicadas en el Boletín de la Cámara de Comercio e Industria de Granada, 45 notas y comentarios, muchos publicados en Estudios Geográficos y en el Boletín de la Real Sociedad Geográfica, 31 prólogos, 7 traducciones y más de 100 recensiones bibliográficas.

## Organización de actividades académicas y científicas
Joaquín Bosque Maurel desarrolló numerosas actividades relacionadas con la aplicación práctica de los conocimientos geográficos. En este sentido, destaca su trabajo en la Cámara de Comercio e Industria de Granada (Boletín) o su labor como consejero y vicepresidente de la Caja de Ahorros y Monte de Piedad de Granada. Igualmente, llevó a cabo actividades para fortalecer y difundir la Geografía española desde distintos ámbitos. En primer lugar, fundó dos revistas científicas: Cuadernos Geográficos de la Universidad de Granada (1970) y Anales de Geografía de la Universidad Complutense (1980), y participó en los comités de redacción o asesores de otras revistas geográficas españolas y extranjeras: Estudios Geográficos, Boletín de la Real Sociedad Geográfica, Geographica, Mediterranée, Polígonos, Revista de Geografía, Serie geográfica. En segundo lugar, colaboró en la organización de congresos científicos nacionales (V Coloquio de Geografía, Granada, 1977; XI Congreso de Geógrafos españoles, Madrid, 1989) e internacionales (Conferencia Regional de la Unión Geográfica Internacional en España, 1986). En tercer lugar, fue miembro activo y destacado de diversas organizaciones geográficas españolas: Real Sociedad Geográfica (socio desde 1952 y secretario general desde 1983), Asociación de Geógrafos Españoles y Asociación de Ciencia Regional. Además, fue miembro de la sociedad ICOMOS-España, encargada de preparar informes sobre los lugares que la UNESCO declara patrimonio de la humanidad.

## Reconocimientos
Dada su dilatada y brillante carrera, Joaquín Bosque Maurel mereció el nombramiento de doctor honoris causa por la Universidad de Granada (2001) y por la Universidad de Barcelona (2002), realizar la "laudatio" del profesor Milton Santos en su nombramiento como doctor honoris causa en la Universidad Complutense de Madrid,  recibió el Premio "Luis Vives" 1956 del Consejo Superior de Investigaciones Científicas por su tesis doctoral, ser nombrado Chevalier dans l'Ordre des Palmes Académiques de la République Française (1981) y proclamado Alpujarreño Honorario en el V Festival de Música Tradicional de La Alpujarra (1986) y Alpujarreño Adoptivo por la "Cora Alpujarreña" (1999). El 5 de diciembre del 2003 le fue concedida por el Consejo de Ministros, a propuesta de la ministra de Educación, Cultura y Deportes, la Gran Cruz de la Orden Civil de Alfonso X El Sabio. En 2015 fue
nombrado, ya a título póstumo, académico de honor de la Academia Andaluza de Ciencia Regional] (enlace roto disponible en Internet Archive; véase el historial, la primera versión y la última)..